# York Township (comté de Carroll, Illinois)
York Township est un township du comté de Carroll dans l'Illinois, aux États-Unis,. 

## Source de la traduction
- (en) Cet article est partiellement ou en totalité issu de l’article de Wikipédia en anglais intitulé « York Township, Carroll County, Illinois » (voir la liste des auteurs).